# Светско првенство у пливању 2025 — 400 м мешовито за мушкарце
Пливачке трке у дисциплини 400 метара мешовитим стилом за мушкарце на Светском првенству у пливању 2025. одржане су 3. августа (квалификације и финале) као део програма Светског првенства у воденим спортовима. Трке су се одржавале у базену спортског комплекса Singapore Sports Hub у Сингапуру.
За трке у овој дисциплини било је пријављено 38 такмичара из 30 земаља учесница првенства.
Титулу светског првака, своју трећу у овој дисциплини, освојио је Леон Маршан из Француске. Маршан је на тај начин по треи пут у каријери обединио златне медаље у обе појединачне трке мешовитим стилом. Сребрни је био Томојуки Мацушита из Јапана, док је бронза припала руском репрезентативцу Иљи Бородину. 

## Освајачи медаља
|                   | Резултат |                         | Резултат |                 | Резултат |
|                   |          |                         |          |                 |          |
| Леон Маршан (ФРА) | 4:04.73  | Томојуки Мацушита (ЈАП) | 4:08.32  | Иља Бородин НТБ | 4:09.16  |

## Званични рекорди
Пре почетка такмичења званични рекорди у овој дисциплини су били следећи:
| Рекорд                         | Име               | Резултат | Место           | Датум         |
| ------------------------------ | ----------------- | -------- | --------------- | ------------- |
| Светски рекорд СР              | Леон Маршан (ФРА) | 4:02.50  | Фукуока (Јапан) | 23. јул 2023. |
| Рекорд светских првенстава РПр | Леон Маршан (ФРА) | 4:02.50  | Фукуока (Јапан) | 23. јул 2023. |